# Онуоха, Недум
Чинедум (Недум) Онуоха (англ. Chinedum "Nedum" Onuoha; 12 ноября 1986, Варри, Нигерия) — английский футболист, защитник.

## Клубная карьера
Онуоха является воспитанником «Манчестер Сити». Дебютировал за «горожан» 27 октября 2005 года в матче против «Арсенала» в возрасте 17 лет. В своём первом сезоне отыграл 18 матчей в различных турнирах. В сезоне 2005/06 сыграл всего 12 матчей из-за различных травм. В двух следующих сезонах играл регулярно из-за травм ведущих игроков «горожан». Летом 2007 он продлил контракт на четыре года. Первую половину сезона 2008/09 пропустил из-за травмы, но после восстановления сыграл 23 матча в Премьер-лиге в паре с Ричардом Данном. Однако, после прихода таких игроков как Венсан Компани и Коло Туре, Онуоха потерял место в основе в следующем сезоне.
На сезон 2010/11 арендован «Сандерлендом», за который отыграл 31 матч и забил 1 гол. После столь успешного сезона имел предложения от «Эвертона», «Блэкберна» и КПР, но предпочёл остаться в «Манчестер Сити», где за полгода провёл всего один матч и в январе 2012 года перешёл в «Куинз Парк Рейнджерс», подписав контракт на 4,5 года. Сумма трансфера составила 4,7 млн евро. В сентябре 2015 года подписал с КПР новый двухлетний контракт до лета 2018 года. По окончании сезона 2017/18 покинул КПР в связи с истечением контракта.
14 сентября 2018 года подписал контракт с клубом MLS «Реал Солт-Лейк». В главной лиге США дебютировал 30 сентября 2018 года в матче против «Спортинга Канзас-Сити», выйдя на замену на 88-й минуте. 25 сентября 2019 года в матче против «Лос-Анджелес Гэлакси» забил свой первый гол за РСЛ. По окончании сезона 2020 Онуоха завершил футбольную карьеру.

## Международная карьера
В 2005 году был приглашён в молодёжную сборную Англии, за которую провёл 21 матч и забил 2 мяча.
В 2007 году Онуоха был приглашён выступать за сборную Нигерии, но он отказался, так как ожидал приглашения в сборную Англии.